# Hofammannschaft
Hofammannschaft war neben Hirschdorf, Mariaberg und Neuhausen eine Hauptmannschaft der 1818 gebildeten Gemeinde Sankt Lorenz im Alt-Landkreis Kempten, die 1972 zu Kempten (Allgäu) eingemeindet wurde. Hofammannschaft besaß nie einen Hauptort oder einen solch genannten.

## Ortsteile
- Adelharz
- Aich (heute Eich)
- Anwanden
- Bucharts
- Ellharten
- Haslach
- Reichelsberg
- Schweighausen (heute Schwaighausen)
- Steufzgen
- Almaystadt (heute Stadtallmey)
- Almaystift (heute Stiftallmey)
- Eggershäusle
- Eggen
- Haubensteig
- Kaurus
- Letten
- Seibäumen
- Stadtweiher
- Steinberg